# Giselbert Hoke
Giselbert Hoke (* 12. September 1927 in Warnsdorf, Tschechoslowakei; † 18. April 2015 in Klagenfurt) war ein österreichischer Künstler. Seine Arbeitsgebiete waren Malereien in Form von Fresken, Aquarellen sowie Lithographien und Glasarbeiten.

## Leben
Hoke wurde als zweites von sechs Kindern in Varnsdorf geboren. Schon früh interessierte er sich für das Schmiedehandwerk. Während des Zweiten Weltkrieges verlor er jedoch als gerade 17-Jähriger seinen rechten Arm. Nach dem Krieg absolvierte er im Jahr 1946 die Matura am Gymnasium Klagenfurt (Kärnten) und ging zum Studium an die Akademie der bildenden Künste Wien bei Robin Christian Andersen und Herbert Boeckl.

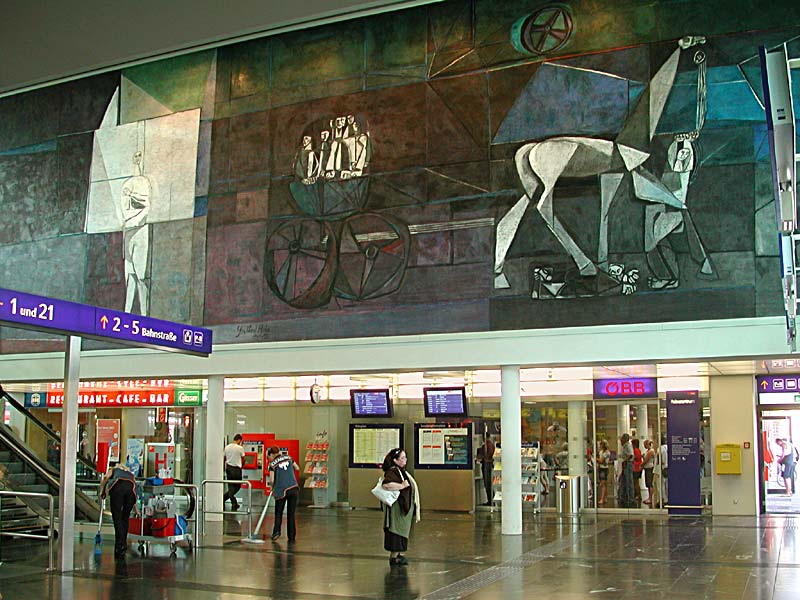
Denkmalgeschütztes Wandfresko „Wand der Kläger“ am Klagenfurter Hauptbahnhof

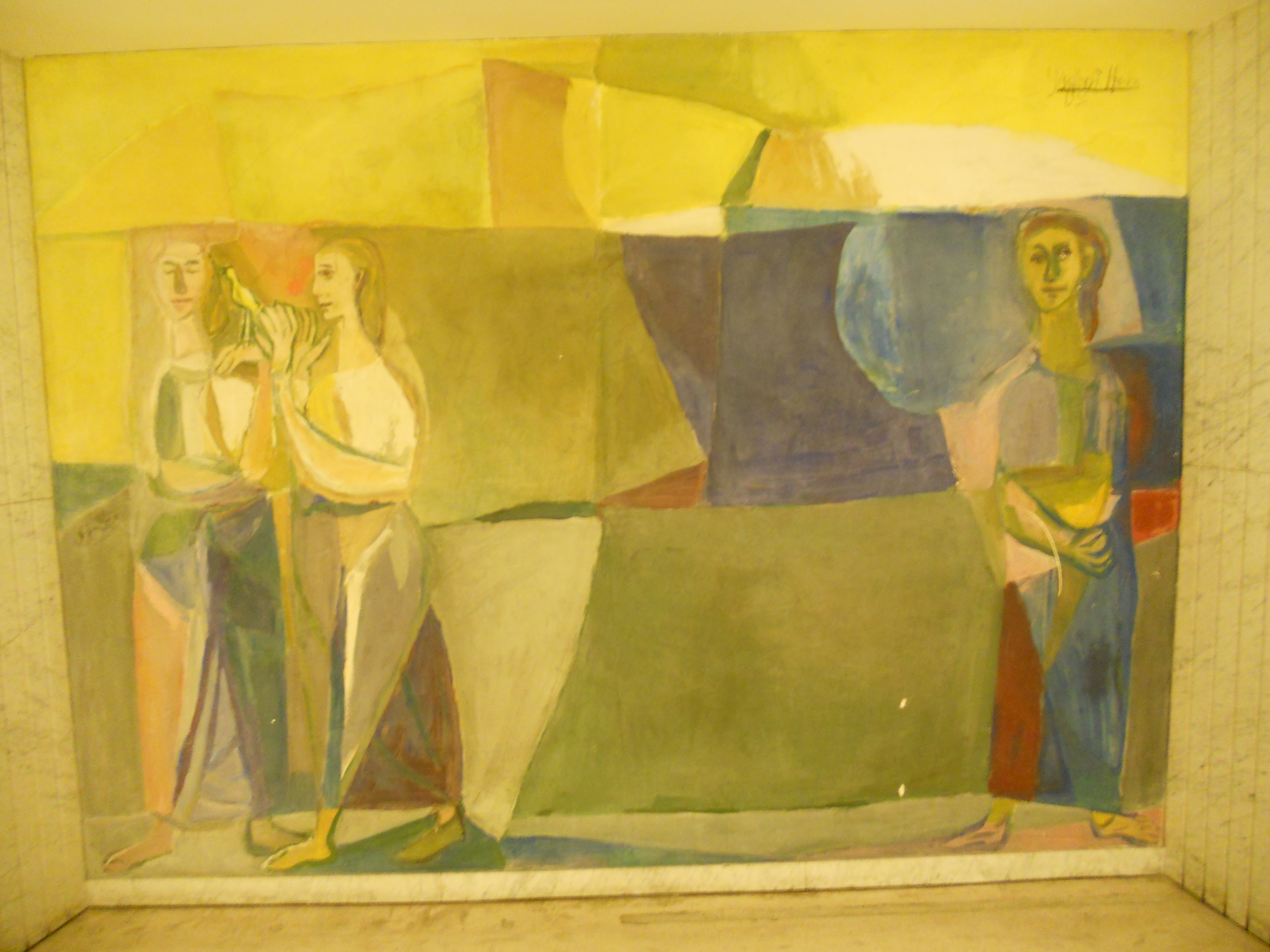
Eines der beiden Wandgemälde in der Wiener Staatsoper

Im Jahr 1950 erhielt er den 1. Preis im künstlerischen Wettbewerb für die Gestaltung der inzwischen denkmalgeschützten Wandfresken in der Halle des damals neuerrichteten Klagenfurter Hauptbahnhofs, die jeweils 22 Meter breit und 5 Meter hoch sind. Die ostseitige „Wand der Kläger“ und die westseitige „Wand der Angeklagten“ zeigen sich in der Formensprache von Pablo Picasso. Die Klagenfurter Bevölkerung war von der modernen Kunst jedoch wenig angetan: Nach der Fertigstellung im Jahr 1956 kam es zu Protesten; die konservativen Bürger verlangten die Zerstörung des Kunstwerkes. Hoke zog sich nach Wien zurück. Im Jahr 1953/54 lebte und arbeitete er mit einem Stipendium des französischen Staates in Paris.
Von 1954 bis 1985 war er mit Margarethe Stolz-Hoke, einer Tochter des Malers Rudolf Stolz verheiratet, die danach bis zu ihrem Tod 2018 als Landschafts- und Porträtmalerin in Kärnten lebte. Mit ihr bekam er eine Tochter Karma und drei Söhne Edmund, Thomas und Armin Guerino.
1959 erhielt Giselbert Hoke den 1. Preis beim Wettbewerb für sechs Fresken für die Katholische Lehrerbildungsanstalt in Eisenstadt, heute Gymnasium der Diözese Eisenstadt Wolfgarten. Der Entwurf aus 1949/1951 wurde 1954/1956 ausgeführt: sie erstrecken sich über die gesamte Raumhöhe von 2,9 Meter und je nach Wandfläche eine Breite zwischen 4 und 5,5 Meter. 2009 wurden sie von seiner Tochter Karma Eder restauriert und unter Denkmalschutz gestellt.

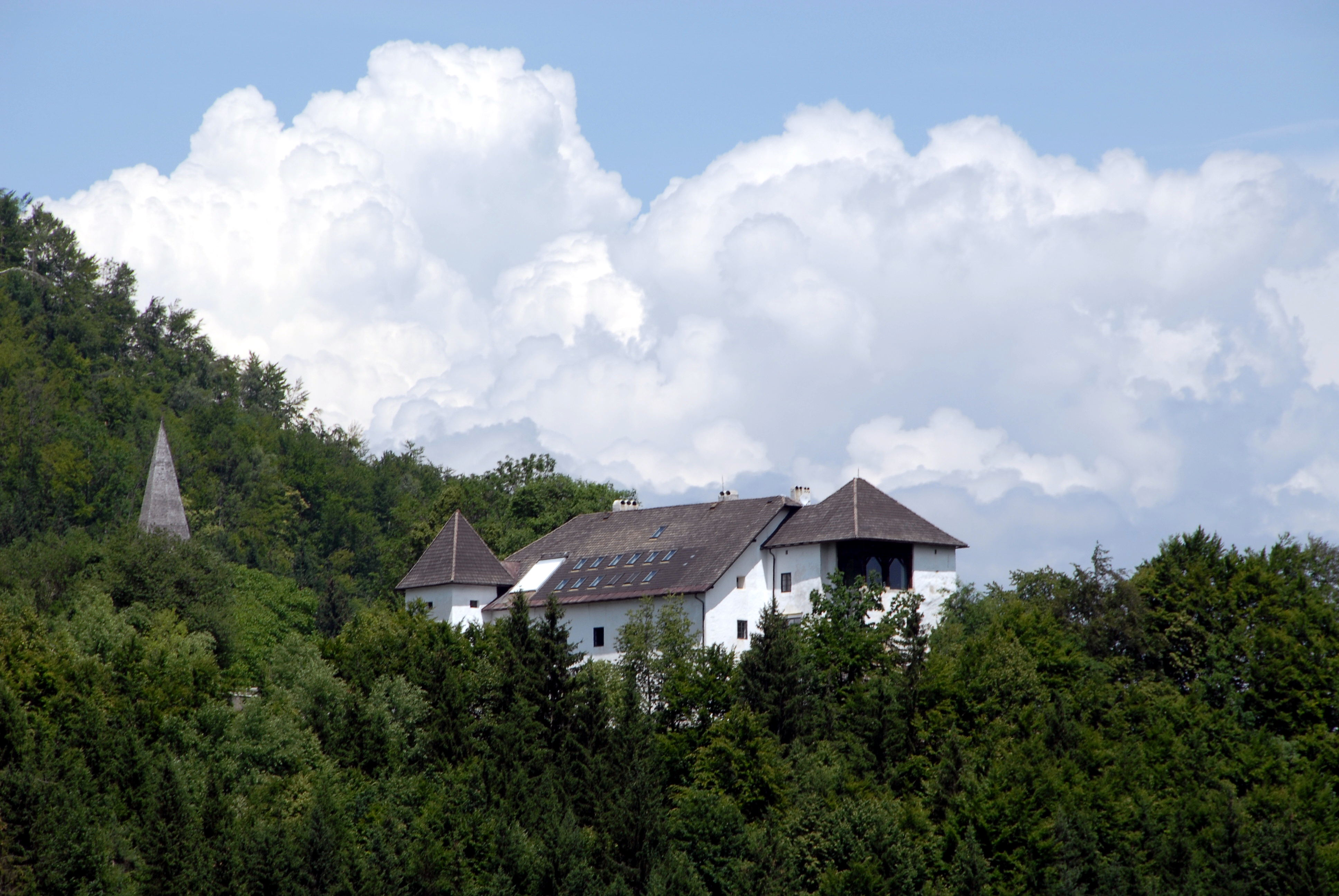
Schloss Saager, Grafenstein, Klagenfurt-Land

Im Jahr 1962 kam er nach Kärnten zurück und erwarb das Schloss Saager, das er in den Jahren 1969 bis 1973 restaurierte. Ebenfalls im Jahr 1962 fand seine erste Gemäldeausstellung in der Galerie 61 in Klagenfurt statt.
Im Jahr 1974 wurde Hoke als Professor für Künstlerische Gestaltung an die Fakultät für Architektur der Technischen Universität Graz berufen. In den folgenden Jahren baute er im Stift Rein das Institut für Künstlerische Gestaltung (heute: Institut für Zeitgenössische Kunst) auf und leitete es 20 Jahre. Von 1974 bis 1976 widmete er sich dem Bau des Werkhauses neben dem Schloss Saager mit Werkstätten für Email- und Glasarbeiten. Von 1982 bis 1984 und 1987 war er Kursleiter an der Internationalen Sommerakademie für Bildende Kunst Salzburg.
Giselbert Hoke zog es seit dem Jahr 1974 mehrmals nach Peru. Seit dem Jahr 1980 widmete er sich hauptsächlich den Themen Toskana, inneres Spanien und seinem Werkhaus Saager; Studienreisen führten ihn nach Nord- und Südamerika und in den Fernen Osten.
Giselbert Hoke lebte und arbeitete bis zu seinem Tod im sogenannten „Werkhaus“ neben dem Schloss Saager in Grafenstein.

## Werke
Hokes künstlerisches Werk entfaltete sich zwischen den beiden Polen der Bildmalerei und der Arbeit in der Architektur. Seine Werke im Zusammenhang mit der Architektur umfassen Wandmalereien  (Fresken), Glaswände (Glasfenster) und Wände aus Email. Parallel zur Arbeit an den Wänden (Glas- und Emailwände wurden in den eigenen Werkstätten im Werkhaus Saager hergestellt) entstanden im Atelier die Bilder sitzender Frauen nach Modellen und Akt-Darstellungen. Die Frau als zentrales Thema in Hokes Malerei wurde in den 90er Jahren durch das Thema Landschaft abgelöst. Landschaftsaquarelle (Gouachen) entstanden auf Reisen, vor allem während seiner Aufenthalte in der Toskana, in Spanien und in Peru.
Mitte der 60er Jahre sowie zu Beginn der 80er Jahre schuf Hoke großformatige Holztafelbilder, in denen er einen monumentalen Figurentypus entwickelte, aber auch Versatzstücke von Landschaft in einer schweren, leuchtenden Farbigkeit einband. Seine „NADA“-Bilder, die nach 2003 entstanden, sind gewissermaßen eine Fortsetzung dieser monumentalen Bildschöpfungen, wobei uns die „Nada“-Werke als „völlig gegenstandslose und namenlose Bilder“ entgegentreten.
Ein Bindeglied zwischen den beiden Werkbereichen Bildmalerei und Werke im Zusammenhang mit der Architektur stellen die Tapisserien dar, die zum einen auf einem gemalten Entwurf / Karton basieren, zum anderen in ihrer Gestalt und Form mit der Architektur korrespondieren.
- Fresken in der Abt-Kapelle des Stiftes Rein
- Emailwände in der Zentralschule Zeltweg, nun HTL Zeltweg
- Glasfenster in der gotischen Kirche in Gnas
- Glasfenster in der Grabeskirche St. Bartholomäus in Köln[6]
- Glasfenster in der Liebfrauenkirche in Oberursel
- Glasfenster im Foyer des Lesesaales der Universitätsbibliothek der Universität Wien; 2018 im Zuge von Sanierungsarbeiten entfernt
- Kärntner Sonnenturm am Autobahnrastplatz Twimberg in der Nähe der Pack
- 1998: Emailwand im Forstseekraftwerk
- 2000: Zwei Rundfenster im Altarraum der Autobahnkirche Dolina